# يوجين كلارك (سياسي)
يوجين كلارك (بالإنجليزية: Eugene Clark)‏ هو سياسي أمريكي، ولد في 14 أغسطس 1850، وتوفي في 9 سبتمبر 1932. حزبياً، نشط في الحزب الجمهوري. وقد انتخب عضو جمعية ولاية ويسكونسن وانتخب عضو مجلس ولاية ويسكونسن.